# Octopus vitiensis
Espèce
Synonymes
- Octopus (Octopus) vitiensis Hoyle, 1885[1]

Statut de conservation UICN

 DD  : Données insuffisantes
Octopus vitiensis est une espèce d'octopodes de la famille des Octopodidae.

## Habitat et répartition
Cette espèce est présente dans les eaux du sud de l'océan Pacifique.